# Central Hidroeléctrica Fortuna

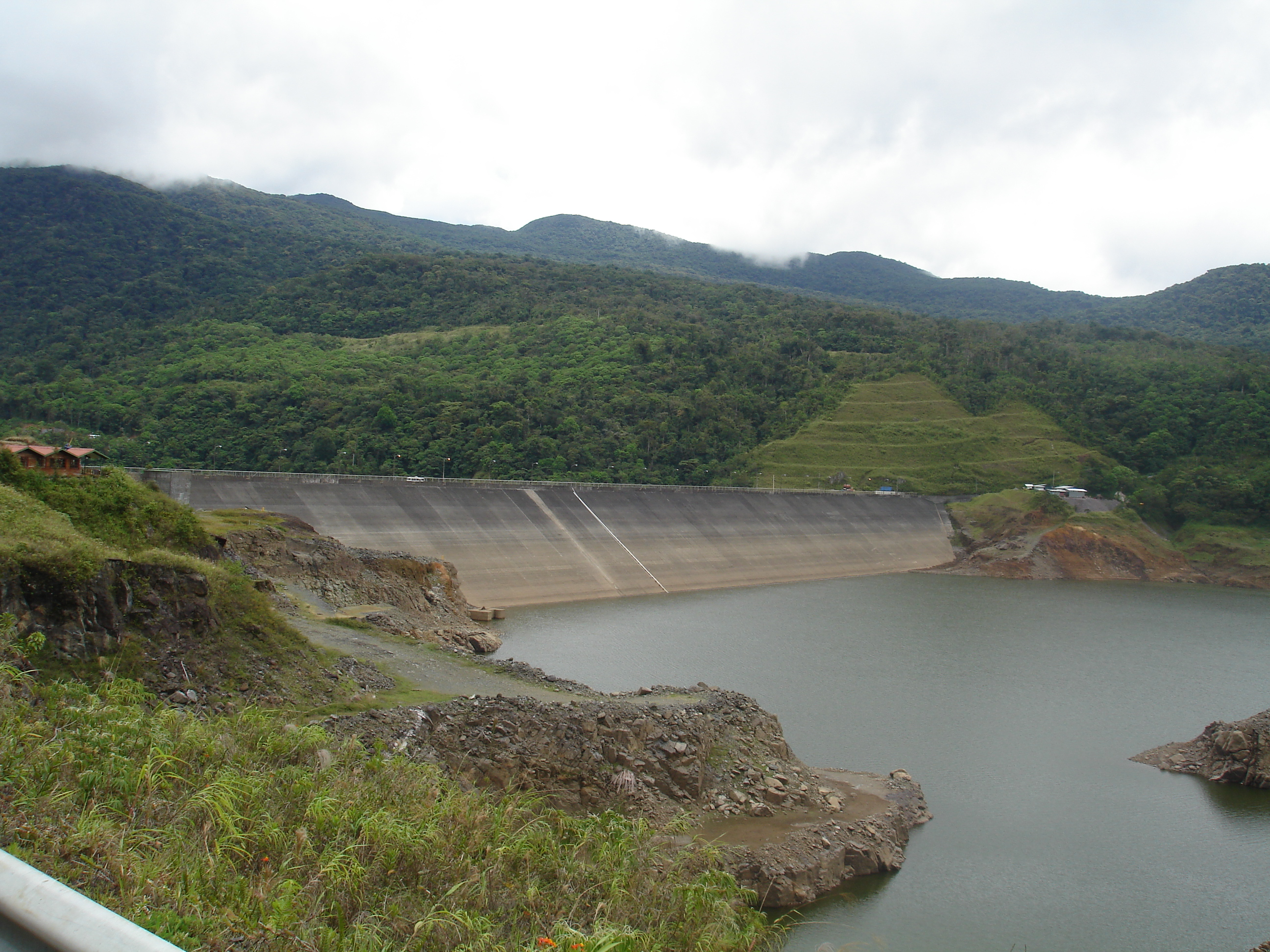
Vista exterior de la presa de la hidroeléctrica Fortuna.

La Central Hidroeléctrica Fortuna, situada al suroeste de Panamá, en el corazón de la Reserva Forestal Fortuna, es una de las principales centrales hidroeléctricas del país. Con una capacidad instalada de 300 MW, esta central aprovecha el desnivel del río Chiriquí para generar energía eléctrica a través de tres turbinas Pelton. Su construcción, iniciada en la década de 1970.
El proyecto se desarrolló en dos etapas. La primera etapa consistió en una presa de 60 metros de altura y una capacidad instalada de 255 MW (tres unidades de 85 MW). La segunda etapa elevó la presa a 100 metros. La planta fue inaugurada en marzo de 1984 y ampliada en 1994, alcanzando una capacidad total de 300 MW (tres unidades Pelton de 100 MW cada una).
La construcción de la Central Hidroeléctrica Fortuna fue un hito de la ingeniería moderna, gracias a la colaboración de un consorcio de empresas de renombre mundial. Empresas como Impregilo, Skansa, Acres, Aoki y Kvaerner aportaron sus conocimientos y tecnologías de vanguardia para diseñar y construir esta compleja infraestructura. Desde la planificación inicial hasta la puesta en marcha, cada etapa del proyecto requirió soluciones ingenieriles innovadoras y la utilización de equipos de última generación.

## Historia y Desarrollo

### Antecedentes
El Proyecto Hidroeléctrico Fortuna surgió como respuesta a la crisis energética que Panamá enfrentó en la década de 1960, derivada del aumento del costo del petróleo. Este incremento de precios impulsó la necesidad de buscar fuentes de energía más económicas y sostenibles, lo que llevó al desarrollo de la hidroeléctrica como parte de una estrategia nacional para reducir la dependencia de la energía térmica y disminuir los costos de producción de electricidad.
Como parte de las políticas energéticas implementadas por el gobierno panameño a principios de la década de 1970, se desarrollaron varios proyectos hidroeléctricos importantes en el país, destinados a reducir la dependencia del petróleo y a generar energía a menor costo. Entre las principales hidroeléctricas construidas en este periodo se encuentran Bayano, La Yeguada y Estrella – Los Valles.
La Ley No. 18 de 9 de abril de 1976 declaró de interés social urgente la construcción, protección y operación del Proyecto Hidroeléctrico Fortuna en Panamá. Esta ley delimitó geográficamente las áreas involucradas en el proyecto y declaró inadjudicables las tierras nacionales o baldías dentro de dicha zona, suspendiendo cualquier solicitud de adjudicación de tierras que estuviera en trámite. Además, otorgó al Ministerio de Desarrollo Agropecuario (MIDA) y al Instituto de Recursos Hidráulicos y Electrificación (IRHE) la facultad de establecer zonas de régimen especial para la protección y aprovechamiento de recursos hídricos con fines domésticos, agropecuarios, industriales y recreativos. La ley entró en vigor tras su promulgación el 9 de abril de 1976, durante la presidencia de Demetrio B. Lakas.
En 1976, se dio un paso histórico en Panamá cuando el Laboratorio Conmemorativo Gorgas realizó la primera evaluación ambiental para un proyecto de desarrollo en el país. Esta evaluación se llevó a cabo en el marco del Proyecto Hidroeléctrico Fortuna, marcando un hito en la integración de estudios sobre ecología humana y medio ambiente en proyectos de infraestructura a gran escala.
El objetivo de estas investigaciones era analizar el impacto ambiental de la construcción de la hidroeléctrica en la zona suroeste de Panamá, en la provincia de Chiriquí. Esta evaluación fue pionera en el país y sentó las bases para la incorporación de criterios ambientales en el desarrollo de futuros proyectos de infraestructura.  Durante un periodo de nueve meses, se realizaron estudios detallados para evaluar los posibles efectos ambientales del proyecto. Estas investigaciones fueron esenciales para entender el impacto de la construcción y operación de la central hidroeléctrica sobre el ecosistema circundante, dado que el área se encuentra mayormente cubierta por bosque húmedo tropical y alberga una rica biodiversidad.
Los estudios del Laboratorio Gorgas contribuyeron a la implementación de medidas de mitigación para proteger el medio ambiente y garantizar que el proyecto se llevara a cabo de manera sostenible. Esta evaluación temprana de los efectos ambientales permitió que el Proyecto Fortuna se desarrollara con una mejor comprensión de los retos ecológicos de la región.
En la planificación y construcción de la Hidroeléctrica Fortuna, se realizaron estudios ambientales y ecológicos detallados que contaron con la colaboración de un equipo multidisciplinario de especialistas de diversas instituciones científicas. El Laboratorio Conmemorativo Gorgas, a través de su cuerpo científico y con la participación de numerosos expertos, fue una de las entidades clave en estos estudios.
Entre los colaboradores destacados se encuentran:
- Abdiel J. Adames, zoólogo y director-coordinador de los estudios ambientales y de ecología humana del Laboratorio Conmemorativo Gorgas.
- Pedro Galindo, ecólogo del Laboratorio Conmemorativo Gorgas.
- Eustorgio Méndez, zoólogo del Laboratorio Conmemorativo Gorgas.
- Gustavo Justines, virólogo del Laboratorio Conmemorativo Gorgas.
- Miguel Kourany, bacteriólogo del Laboratorio Conmemorativo Gorgas.
- Octavio Sousa, parasitólogo del Laboratorio Conmemorativo Gorgas.
- Manuel Vásquez y Carl M. Johnson, médicos del Laboratorio Conmemorativo Gorgas.
- Enrique Mayo, ecólogo forestal de la Universidad de Panamá.
- Mireya Correa y Novenildo Escobar, botánicos de la Universidad de Panamá.
- Richard Goodyear, ictiólogo de la Universidad de Panamá.
- Víctor Martínez, biólogo marino de la Universidad de Panamá.
- Alfredo Bernal, edafólogo de la Universidad de Panamá.
- Virgilio Luque, geólogo de la Compañía Minera de Cerro Colorado.
- Bolusiano París, ingeniero hidráulico de Gopamo, S.A.
- Jorge Delgado, sociólogo del Proyecto para el Desarrollo Integral de Bayano.
- Rogelio Aparicio, arquitecto del Instituto Panameño de Turismo.
- Nicholas Smythe, ecólogo animal del Instituto Smithsonian de Investigaciones Tropicales.
- Hindrik Wolda, entomólogo del Instituto Smithsonian de Investigaciones Tropicales.
- Richard Cooke, arqueólogo del Instituto Smithsonian de Investigaciones Tropicales.
- Robert Dressler, botánico del Instituto Smithsonian de Investigaciones Tropicales.
- Nathan B. Gale, doctor en medicina veterinaria de la Sociedad Audubon de Panamá.
- Thomas H. G. Aitken, entomólogo de la Yale University, EE. UU.
- Charles W. Myers, herpetólogo del Museo Americano de Historia Natural, NY, EE. UU.
- Robert Ridgely, ornitólogo del World Wildlife Fund.
- Donald Wilton, entomólogo de la Estación de Investigación de América Central en El Salvador.

Este grupo de expertos contribuyó significativamente a los estudios preliminares que precedieron la construcción de la Hidroeléctrica Fortuna, asegurando que se tomaran en cuenta los posibles impactos ecológicos y ambientales del proyecto en la región.

### Primera Etapa
El Proyecto Hidroeléctrico Fortuna también contó con una significativa inversión internacional, destacándose la participación de Aoki Corporation, una firma de construcción japonesa que jugó un papel clave en la primera fase de la construcción de la presa. Aoki Corporation fue adjudicada con el contrato para llevar a cabo esta fase, que incluyó la edificación inicial de la infraestructura crítica del proyecto.
El financiamiento para esta etapa provino en parte de organismos internacionales como el Banco Interamericano de Desarrollo (BID) y el Banco Mundial, quienes apoyaron el desarrollo del proyecto debido a su importancia estratégica para el abastecimiento energético de Panamá. Esta cooperación internacional no solo permitió la construcción de la central hidroeléctrica, sino que también fortaleció los vínculos entre Panamá y Japón en el ámbito de la infraestructura.
La participación de Aoki en Panamá se extendió más allá del proyecto Fortuna La compañía también obtuvo contratos para otros proyectos de infraestructura, como el puerto pesquero de Vacamonte, financiado por el Banco de Tokio, y el proyecto de relleno sanitario en Colón, que facilitó la expansión de la Zona Libre de Colón.
Además de sus proyectos de construcción, Aoki Corporation expandió sus intereses comerciales en Panamá. La compañía adquirió el Marriott Hotel en 1983 y el Contadora Hotel en 1987, demostrando su compromiso con la industria del turismo del país.
La participación de Aoki Corporation en Panamá se fortaleció aún más con sus estrechos vínculos con el gobierno panameño. El presidente de Aoki Corporation, Hiryoshi Aoki, se desempeñó como director general de la Asociación de Amistad Japón-Panamá. Esta relación culminó con la invitación del general Manuel Noriega, el gobernante de facto de Panamá en ese momento, como invitado de honor en la boda de la hija de Aoki durante su visita a Japón en 1986.
En abril de 1981, durante una inspección en la zona de la represa, El general Omar Torrijos realizó una gira para evaluar los riesgos potenciales de un oleoducto que se planeaba construir desde Puerto Armuelles, en el Pacífico, hasta Chiriquí Grande, en el Atlántico. La preocupación principal de Torrijos era el impacto ambiental que una posible rotura de los tubos podría tener en el lago Fortuna, una reserva crucial para la operación de la hidroeléctrica. En esta gira participaron el ingeniero técnico geólogo Arturo H. Ramírez, así como otras figuras del Instituto de Recursos Hidráulicos y Electrificación de Panamá (IRHE), institución encargada de la gestión de los recursos hídricos y la electrificación del país.
Durante esta expedición, Torrijos comentó a los presentes sobre las advertencias que había recibido respecto a su seguridad, afirmando que “le querían pasar factura”. Estas palabras, según Ramírez, estarían vinculadas a su posterior fallecimiento el 31 de julio de 1981, un hecho que ha generado diversas teorías y controversias a lo largo de los años.
La hidroeléctrica Fortuna ha seguido siendo un activo vital para la generación de electricidad en Panamá, y su relevancia en el desarrollo energético del país se mantiene vigente hasta la actualidad. Sin embargo, la gira de inspección liderada por Torrijos, así como sus inquietantes declaraciones sobre amenazas en su contra, han dejado una huella en la historia que sigue suscitando interés y debate.
La Ley 21 de 6 de octubre de 1983 asignó el nombre de Central Hidroeléctrica Arquitecto Edwin Fábrega al Proyecto Hidroeléctrico La Fortuna, en el Distrito de Gualaca, Provincia de Chiriquí. La ley también dispuso que se colocaran placas y símbolos en metal perdurable para señalar esta designación. Entró en vigor el mismo día de su promulgación, bajo la presidencia de Ricardo de la Espriella T.
El proyecto se desarrolló en dos etapas. La primera etapa consistió en una presa de 60 metros de altura y una capacidad instalada de 255 MW (tres unidades de 85 MW). La segunda etapa elevó la presa a 100 metros. La planta fue inaugurada en marzo de 1984 y ampliada en 1994, alcanzando una capacidad total de 300 MW (tres unidades Pelton de 100 MW cada una).

### Segunda Etapa
La presa fue ampliada en 1994, alcanzando una altura de 100 metros, para aumentar el almacenamiento y la producción de energía.  Lo que incrementó significativamente la capacidad de generación de la planta a 300 MW, gracias a la instalación de tres turbinas Pelton de 100 MW cada una. 
En diciembre de 1998, un consorcio de Coastal Corp, Hydro-Québec International y el Fondo de Solidaridad de Quebec ganó una licitación de $118.1 millones para adquirir una participación del 49% en EGE Fortuna.

## Controversias

### Conflicto Legal por Impuestos en la Segunda Etapa del Proyecto
El Instituto de Recursos Hidráulicos y Electrificación (IRHE) presentó una demanda ante la Corte Suprema de Justicia de Panamá, solicitando que se declarara inconstitucional una resolución emitida por el Tesorero Municipal de Gualaca. Dicha resolución imponía un impuesto sobre edificaciones y reedificaciones a la empresa SKANSKA A.B., responsable de los trabajos realizados en la segunda etapa del proyecto hidroeléctrico La Fortuna.

#### Los principales argumentos del IRHE se centraron en que
- Impuesto excesivo: El IRHE argumentó que el impuesto aplicado era excesivo y desproporcionado, ya que gravaba un porcentaje elevado sobre el valor total de la obra.

- Naturaleza del proyecto: Sostuvieron que, al ser una obra de infraestructura de interés nacional y gran envergadura, no debía ser tratada fiscalmente de la misma manera que una construcción privada.

- Posible violación a la Constitución: El IRHE alegó que este tipo de gravamen podría violar principios constitucionales relacionados con la libre empresa y la promoción de la inversión.

##### Por otro lado, el municipio deGualacadefendió la resolución con los siguientes puntos
- Base legal: Afirmaron que el impuesto se aplicaba de acuerdo con lo establecido en la Ley 106 de 8 de octubre de 1973, que permite el cobro de impuestos sobre edificaciones y reedificaciones.

- Naturaleza de la obra: Señalaron que, independientemente de la envergadura del proyecto, la construcción de la hidroeléctrica implicaba la realización de edificaciones y, por lo tanto, debía estar sujeta a dicho impuesto.

- Capacidad económica de la empresa: Argumentaron que SKANSKA A.B. tenía los recursos económicos necesarios para asumir el pago del impuesto, dado su tamaño y capacidad financiera.[4]

## Impacto y Contribuciones
- Desarrollo sostenible: Fortuna ha sido un motor clave para el desarrollo económico y social de la región de Chiriquí, generando empleo y promoviendo iniciativas de desarrollo comunitario.
- Conservación ambiental: La central opera en armonía con la Reserva Forestal Fortuna, contribuyendo a la protección de la biodiversidad y los ecosistemas locales.
- Investigación científica: A través de su convenio con el Smithsonian Tropical Research Institute, Fortuna ha facilitado investigaciones sobre la biodiversidad tropical.
- Educación y compromiso social: El programa "Buena Energía para tu Escuela" ha beneficiado a cientos de niños, promoviendo la educación en temas de energía y medio ambiente.